# Hollywood Theatre (Portland)
Le Hollywood Theatre est un cinéma historique située au nord-est de Portland, dans l'Oregon, appartenant à une organisation à but non lucratif. C'est le centre historique du quartier d' Hollywood . Le théâtre est situé au 4122 NE Sandy Blvd, en face du premier magasin de banlieue Fred Meyer, qui est actuellement occupé par Rite Aid . Le Hollywood Theatre est inscrit au registre national des lieux historiques depuis 1983 car considéré comme un joyau de la culture et de la tradition historiques du nord-est de Portland.

## Historique
Commandé par Jensen et Herberg, les architectes John Virginius Bennes et Harry A. Herzog ont conçu le bâtiment dans plusieurs styles, comme le style colonial espagnol pour l'extérieur) ou les thermes de Caracalla et du Bernin pour l'intérieur. Le théâtre a ouvert ses portes le samedi 17 juillet 1926, avec 1491 places, en tant que salle de vaudeville et de cinéma muet.
Il est devenu un cinéma Cinérama en 1961, utilisant le procédé d'écran ultra-large jusqu'en 1963. Il était encore labellisé "théâtre Cinerama" jusqu'en 1969, diffusant exclusivement des films 70 mm. Le 13 juin 1968, la salle entame la diffusion du film 2001, l'Odyssée de l'espace de Stanley Kubrick, diffusion qui a duré plus de 10 mois.
En 1975, le théâtre est divisé en trois salles et sa programmation est changé pour des films de deuxième diffusion tout au long des années 1980 et 1990.
Le théâtre est devenu un organisme à but non lucratif en 1997. À partir de 2011, l'organisme entame des rénovations majeures, y compris de nouveaux sièges, écrans, systèmes de son et une mise à jour de la peinture. En 2013, une campagne Kickstarter permet de collecter les fonds nécessaires pour ériger un nouveau fronton, et en 2015, un projecteur de 70 mm est réinstallée.
Le Hollywood Theatre projette actuellement des films en première diffusion ; ainsi qu'un large éventail de films classiques connus et obscurs, d'exploitations décalées, de films éducatifs, indépendants et expérimentaux; avec un focus sur la projection de films de répertoire sur 35mm et 70mm. Le théâtre a également accueilli de nombreux invités spéciaux depuis 2015, dont Quentin Tarantino, Pam Grier, Michael Ironside, Piper Laurie et Joe Dante . La salle principale possède un écran de 50 pieds (15 m) et 384 sièges, tandis que deux plus petits salles sont situés à l'étage, chacun pouvant accueillir 111.
Le théâtre est indépendant et géré par une organisation à but non lucratif du même nom. Sa mission est de préserver et d'entretenir le théâtre historique et de l'utiliser pour présenter un programme diversifié de films.

## Annexe de l'aéroport et collection Movie Madness
En décembre 2015, le Hollywood Theatre a annoncé son intention d'ouvrir un théâtre annexe à l'aéroport international de Portland . Le théâtre pourra accueillir 18 personnes avec des places debout pour 10 à 20 personnes et aura également un espace pour des spectacles en direct. Le théâtre projettera des courts métrages d'une durée maximale de 20 minutes et sera gratuit. À la mi-février 2017, il a été signalé que le « microcinéma » de l'aéroport ouvrirait le 23 février et pourrait accueillir 17 personnes.
En 2017, le Hollywood Theatre achete l'emblématique magasin de vidéos de Portland Movie Madness et sa collection de plus de 90 000 films.

## Galerie

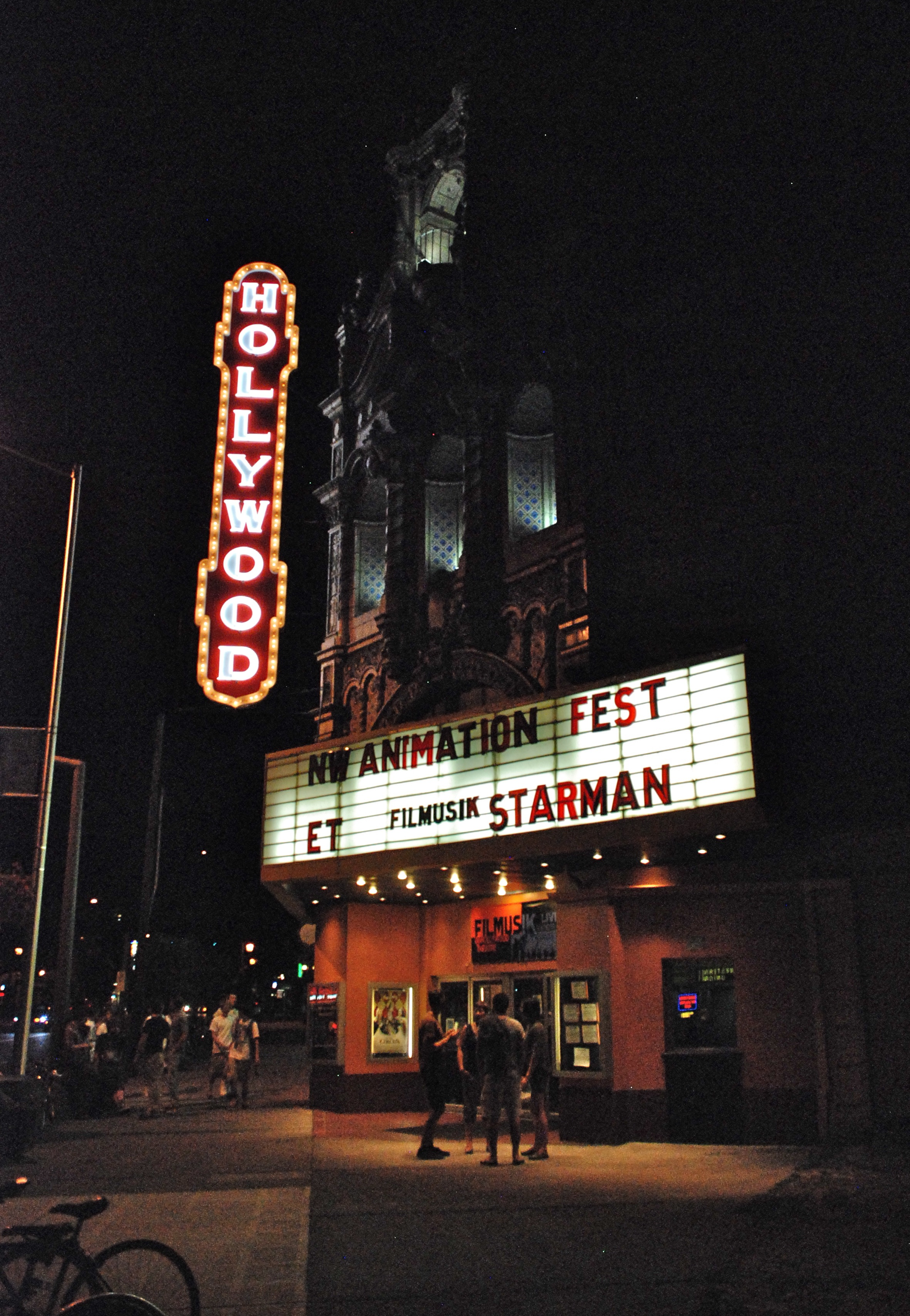
Extérieur de nuit avec enseigne au néon illuminée (2011)
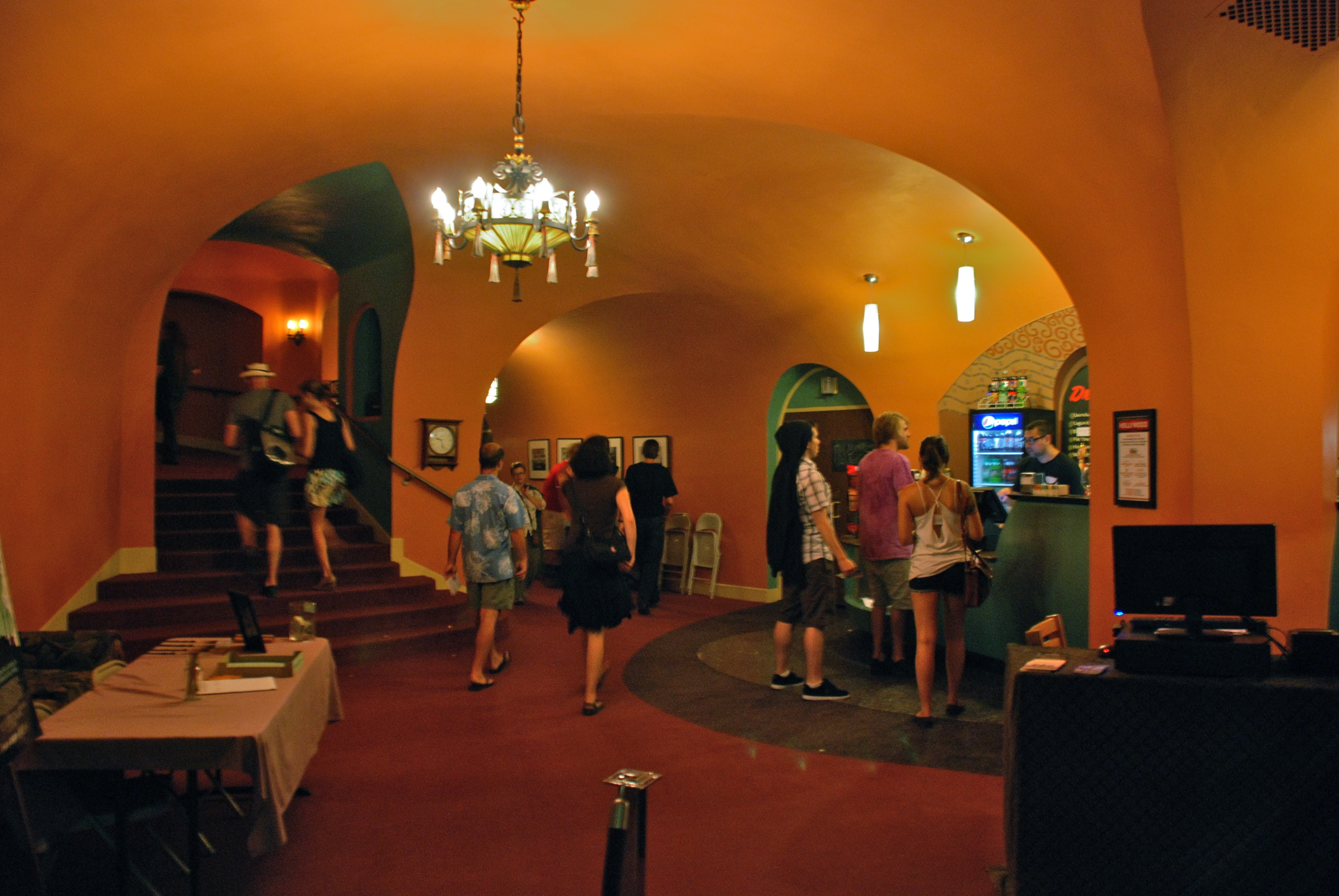
Hall avec lustre
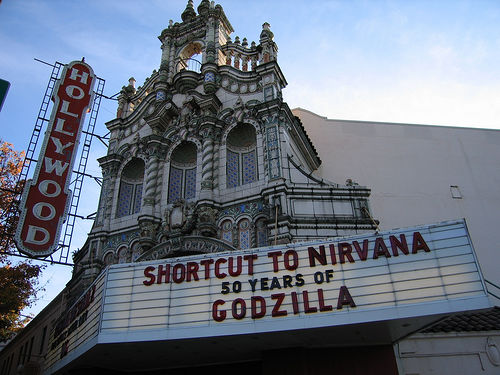
Projection de Godzilla
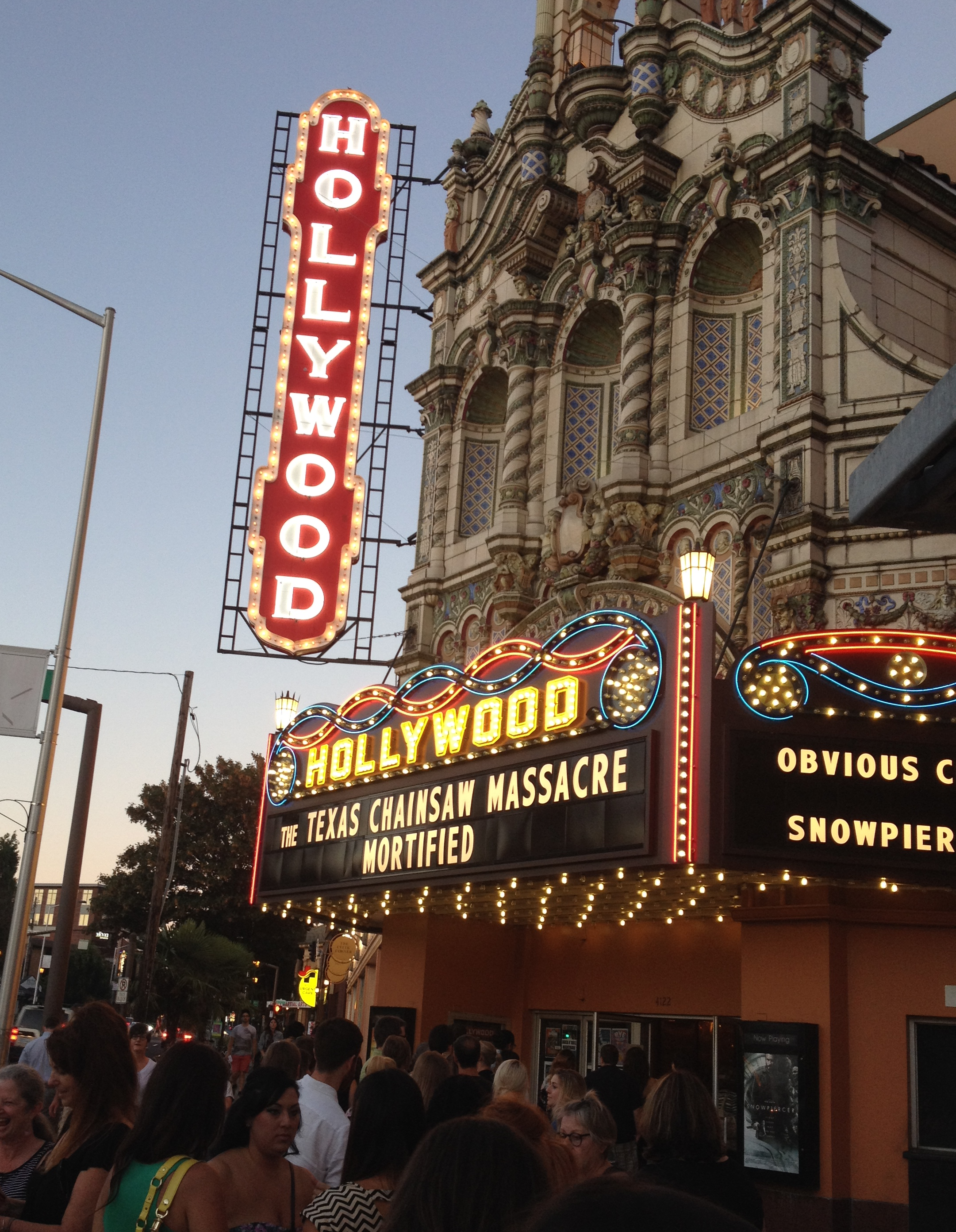
Projection de Massacre à la tronçonneuse (1974) en juillet 2014